# Austin Clarke (tiểu thuyết gia)
Austin Ardinel Chesterfield "Tom" Clarke là một tiểu thuyết gia, nhà viết tiểu luận và nhà văn viết truyện người Barbadian-Canada. Ông làm việc tại Toronto, Ontario.
Clarke là một phóng viên trong cộng đồng Ontario của Timmins và Kirkland Lake trước khi gia nhập Công ty Broadcasting của Canada với tư cách một phóng viên tự do. Sau đó ông đã dạy tại một số trường đại học Hoa Kỳ, bao gồm Đại học Yale (Hoyt, 1968-1970), Đại học Duke (1971-72), và Đại học Texas (giáo sư năm, 1973).